# قمي المسام الأسطواني
قمي المسام الأسطواني (الاسم العلمي: Acropora cylindrica) هو نوع من اللاسعات يتبع جنس قمي المسام من فصيلة قميات المسام.